# Chủ tịch Chính phủ Nhân dân Khu tự trị Duy Ngô Nhĩ Tân Cương
Chủ tịch Chính phủ Nhân dân Khu tự trị Duy Ngô Nhĩ Tân Cương (Tiếng Trung Quốc: 新疆维吾尔自治区人民政府主席, Bính âm Hán ngữ: Xīn Jiāng Wéiwú'ěr Zìzhìqū Rénmín Zhèngfǔ Zhǔxí, Tân Cương Duy Ngô Nhĩ tự trị Khu Nhân dân Chính phủ Chủ tịch) được bầu cử bởi Đại hội Đại biểu Nhân dân Khu tự trị Duy Ngô Nhĩ Tân Cương, lãnh đạo bởi thành viên của Đảng Cộng sản Trung Quốc. Cán bộ, công chức lãnh đạo, là Chủ tịch Chính phủ Nhân dân Khu tự trị Duy Ngô Nhĩ Tân Cương có cấp bậc Chính Tỉnh - Bộ, hàm Bộ trưởng, thường là Ủy viên Ủy ban Trung ương Đảng Cộng sản Trung Quốc các khóa, chức vụ tên gọi khác của Tỉnh trưởng Chính phủ Nhân dân. Chủ tịch Chính phủ Nhân dân Khu tự trị là lãnh đạo thứ hai của Khu tự trị, đứng sau Bí thư Khu ủy. Chủ tịch Chính phủ Nhân dân Khu tự trị Duy Ngô Nhĩ Tân Cương đồng thời là Phó Bí thư Khu ủy Khu tự trị Duy Ngô Nhĩ Tân Cương.
Trong lịch sử Cộng hòa Nhân dân Trung Hoa, chức vụ Chủ tịch Chính phủ Nhân dân Khu tự trị Duy Ngô Nhĩ Tân Cương có các tên gọi là Chủ tịch Chính phủ Nhân dân tỉnh Tân Cương (1949 - 1954), Tỉnh trưởng Ủy ban Nhân dân tỉnh Tân Cương (1955 - 1958), Chủ tịch Chính phủ Nhân dân Khu tự trị Duy Ngô Nhĩ Tân Cương (1958 - 1968), Chủ nhiệm Ủy ban Cách mạng Khu tự trị Duy Ngô Nhĩ Tân Cương (1968 - 1979), và quay lại là Chủ tịch Chính phủ Nhân dân Khu tự trị Duy Ngô Nhĩ Tân Cương (1979 đến nay). Tất cả các tên gọi này dù khác nhau nhưng cùng có ý nghĩa là Thủ trưởng Hành chính Khu tự trị Duy Ngô Nhĩ Tân Cương, tức nghĩa tương ứng với Tỉnh trưởng Chính phủ Nhân dân.
Chủ tịch Chính phủ Nhân dân Khu tự trị Duy Ngô Nhĩ Tân Cương hiện tại là Shohrat Zakir.

## Lịch sử

### Thủ trưởng Duy Ngô Nhĩ

Burhan Shahidi (1894 – 1989), Chủ tịch Tân Cương đầu tiên (1949 – 1955).

Những năm 1912 – 1949, Tân Cương nhiều xung đột, lần lượt thuộc Trung Hoa Dân Quốc (1912 – 1933), Đệ nhất Cộng hòa Đông Turkestan (1933 – 1934), lãnh chúa Thịnh Thế Tài (1934 – 1944) và Đệ nhị Cộng hòa Turkestan (1944 – 1949). Khi Giải phóng quân tiến đến năm 1949, Tân Cương là một tỉnh thuộc Cộng hòa Nhân dân Trung Hoa khi nước độc lập. Đây là nơi sinh sống của nhiều dân tộc khác nhau, các dân tộc chính có thể kể tới là Duy Ngô Nhĩ, Hán, Kazakh, Hồi, Kyrgyz và Mông Cổ. Đây là đơn vị hành chính cấp tỉnh duy nhất ở Trung Quốc có số lượng dân tộc thiểu số đông nhất trong khu vực, đông hơn cả người Hán khi người Duy Ngô Nhĩ chiếm tới 47%, người Hán chiếm 39%. Người Duy Ngô Nhĩ từng thành lập Đế quốc Hồi Cốt (Uyghur) ở đây. Cơ quan hành chính tỉnh Tân Cương là Chính phủ Nhân dân tỉnh Tân Cương, với thủ trưởng là Chủ tịch Burhan Shahidi (1949 – 1955). Burhan Shahidi (Tiếng Trung: 包尔汉·沙希迪, Tiếng Duy Ngô Nhĩ: بۇرھان شەھىدى，Từ Hán – Việt: Bao Nhĩ Hán Sa Hi Địch) (1894 – 1989) một người Duy Ngô Nhĩ sinh ra ở khu vực thuộc Đế quốc Nga. Ông là người yêu Tân Cương, hoạt động ở Tân Cương suốt nửa thế kỷ 20, từng là Chủ tịch Chính phủ Tân Cương (1948 – 1949) thuộc Turkestan rồi gia nhập Trung Quốc năm 1949, kết nạp Đảng cùng năm. Sau đó ông là Phó Chủ tịch Chính Hiệp, Phó Ủy viên trưởng Nhân Đại. Tại Tân Cương giai đoạn đầu, Ospan Batyr, một Người Kazakh đã lãnh đạo nhân dân Kazakhstan chiến đấu chống Cộng sản. Ông bị bắt tại Kumul (Đông Tân Cương), và bị xử tử tại Ürümqi vào ngày 29 tháng 4 năm 1951. Sau khi chết, những người của ông đã chạy trốn qua dãy núi Himalaya. Sau đó, họ được đưa đến Thổ Nhĩ Kỳ, nơi họ sống.

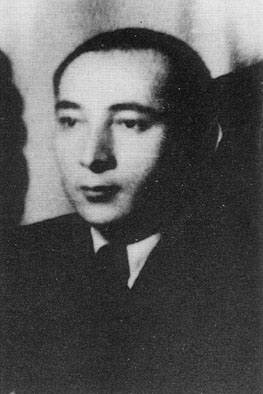
Saifuddin Azizi (1915 – 2003), Lãnh đao cấp Phó Quốc gia, Bí thư Tân Cương, Chủ tịch Tân Cương 1955 – 1967, 1972 – 1978.

Vào năm 1955, Tân Cương được chuyển đổi thành Khu tự trị Duy Ngô Nhĩ Tân Cương. Chính phủ Nhân dân tỉnh Tân Cương được chuyển đổi thành Ủy ban Nhân dân Khu tự trị Duy Ngô Nhĩ Tân Cương. Thủ trưởng là Chủ tịch Saifuddin Azizi. Saifuddin Azizi giữ vị trí Chủ tịch Ủy ban Nhân dân Khu tự trị suốt giai đoạn 1955 – 1967. Saifuddin Azizi (Tiếng Trung: 赛福鼎·艾则孜, Tiếng Duy Ngô Nhĩ: سەيپىدىن ئەزىزى, Từ Hán – Việt: Tái Phúc Đỉnh Nghệ Tắc Tư) sinh (1915 – 2003) là lãnh đạo cao cấp nhất từng giữ vị trí Chủ tịch Tân Cương, cũng lâu nhất hơn 18 năm. Ông là Trung tướng Giải phóng quân, Ủy viên Bộ Chính trị khóa X, XI, Bí thư Tân Cương, Phó Ủy viên trưởng Nhân Đại, Ủy viên Ủy ban Chính phủ (nay là Quốc vụ viện), Phó Chủ tịch Chính Hiệp. Lãnh đạo cấp Phó Quốc gia. Ông là người Duy Ngô Nhĩ, cũng là người Duy Ngô Nhĩ duy nhất từng giữ chức Bí thư Tân Cương, lãnh đạo Tân Cương tối cao.

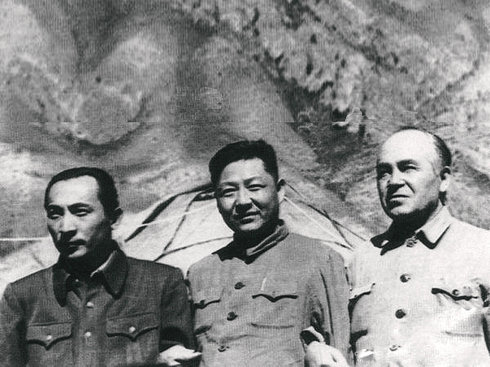
Burhan Shahidi (phải), Saifuddin Azizi (trái) và Tập Trọng Huân (giữa). Ảnh tháng 7 năm 1952, sau khi đánh bại Ospan Batyr.

Năm 1968, như các đơn vị hành chính khác, Ủy ban Nhân dân giải thể, Ủy ban Cách mạng Khu tự trị Duy Ngô Nhĩ Tân Cương được thành lập. Chủ nhiệm Ủy ban đầu tiên là Long Thư Kim (1910 – 2003), Thiếu tướng Giải phóng quân, người Hán, lãnh đạo giai đoạn 1968 – 1972. Sau đó, Saifuddin Azizi quay trở lại làm lãnh đạo giai đoạn 1972 – 1978. Rồi Uông Phong (1910 – 1998) kế nhiệm trong thời gian ngắn 1978 – 1979. Trong thời gian này, các Chủ nhiệm Ủy ban Cách mạng Tân Cương đều kiêm nhiệm Bí thư Tân Cương.
Năm 1979, Ủy ban Cách mạng Khu tự trị Duy Ngô Nhĩ Tân Cương được giải thể, Chính phủ Nhân dân Khu tự trị Duy Ngô Nhĩ Tân Cương được thành lập, thủ trưởng là Chủ tịch. Trong giai đoạn 1979 – 2020, Tân Cương có sáu Chủ tịch là Ismail Amat (1979 – 1985), Tömür Dawamat (1985 – 1993), Ablet Abdureshit (1993 – 2003), Ismail Tiliwaldi (2003 – 2007), Nur Bekri (2008 – 2014) và Shohrat Zakir (2014 – nay). Tất cả đều là người Duy Ngô Nhĩ. Trong thời gian này, quan hệ Trung Quốc – Liên Xô (trước năm 1991), Trung Quốc – Nga (sau năm 1991) có nhiều biến động. Chia rẽ Trung – Xô, Chiến tranh Xô – Afghanistan đều ảnh hướng tới Tân Cương. Sự thay đổi quan hệ của Tổng thống Boris Yeltsin, Tổng thống Putin có liên quan tới người Duy Ngô Nhĩ. Các Chủ tịch Tân Cương có nhiệm vụ hoạt động theo chỉ đạo Trung ương, chỉ đạo của Bí thư Tân Cương về tham gia đối phó biến động Khu tự trị.

### Từ 1979
Giai đoạn 1979 – 2020, Tân Cương có Ismail Amat (Tiếng Trung: 司马义·艾买提, Tiếng Duy Ngô Nhĩ: ئىسمائىل ئەھمەد, Từ Hán – Việt: Tư Mã Nghĩa Nghệ Mãi Thì) (1935 – 2018) là lãnh đạo thăng cấp cao nhất, từng là Phó Ủy viên trưởng Nhân Đại, Ủy viên Quốc vụ, Phó Chủ tịch Chính Hiệp, Chủ nhiệm Ủy ban Các vấn đề Dân tộc Nhà nước, chức vụ cấp Phó Quốc gia. Các Chủ tịch Ismail Amat, Tömür Dawamat, Ablet Abdureshit, Ismail Tiliwaldi đều được điều chuyển lên Trung ương sau khi hoàn thành công tác, đến thời gian nghỉ hưu với chức vụ Phó Ủy viên trưởng Ủy ban Thường vụ Đại hội Đại biểu Nhân dân Toàn quốc, Phó Chủ tịch Ủy ban Toàn quốc Hội nghị Hiệp thương Chính trị Nhân dân Trung Quốc.

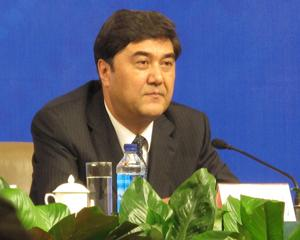
Nur Bekri, Chủ tịch Tân Cương (2008 – 2014).

Tháng 7 năm 2009, Tân Cương diễn ra Bạo động tại Ürümqi. Vụ bạo động bao gồm 1.000 người tham gia và sau đó đã tăng lên tới khoảng 3.000 người. Ít nhất đã có 184 người chết, trong đó có 137 là người Hán và 46 là người Duy Ngô Nhĩ và một người Hồi. Bạo động diễn ra hàng loạt ở Địa khu Aksu, Châu tự trị Ili, Địa khu Kashgar. Lãnh đạo tối cao Hồ Cẩm Đào đã rời hội nghị G8 tại Ý, trở về Tân Cương chỉ đạo giải quyết, Tòa án Nhân dân Tối cao phán quyết tử hình chín bị cáo (tám Người Duy Ngô Nhĩ), một người Hán. Trong thời gian này, Chủ tịch là Nur Bekri (1961). Sau Bạo động tại Ürümqi, tháng 7 năm 2009, Nur Bekri đã phát biểu trên truyền hình, trong đó ông phân tích tình hình dẫn đến bạo loạn và sau đó lên án người mà ông coi là kẻ cầm đầu các cuộc tấn công. Ngày 21 tháng 9 năm 2018, Ủy ban Giám sát phụ tá Ủy ban Kiểm Kỷ tiến hành điều tra vi phạm kỷ luật đảng và pháp luật nhà nước đối với Nur Bekri. Trước đó, ngày 18 tháng 9 năm 2018, ông tham gia đoàn đại biểu của Trung Quốc đến Nga bàn về đầu tư và bị bắt ngay sau khi đặt chân về đến sân bay Bắc Kinh. Phiên xét xử ngày 2 tháng 12 năm 2019 tại Thẩm Dương, xác định Nur Bekri phạm tội nhận hối lộ 79,1 triệu tệ (hơn 10 triệu USD), tịch thu tài sản cá nhân, tước quyền chính trị và phán quyết tù chung thân. Ông đã chủ động thú nhận sai lầm, không kháng cáo. Về Nur Bekri, ông trở thành Chủ tịch Tân Cương năm 2008, khi mới 47 tuổi, thuộc về đối tượng cán bộ chiến lược. Tuy nhiên trong những năm công tác, nhất là tại Bạo động Ürümqi, ông đã không hoàn thành tốt nhiệm vụ Trung ương, do đó khi là Ủy viên Trung ương khóa XVIII mà không phải là Ủy viên khóa XIX, dù vẫn ở hàm Chính Tỉnh – Chính Bộ nhưng hạ cấp về vị trí Phó Chủ nhiệm Ủy ban Cải Phát, Cục trưởng Cục Năng lượng rồi bị xử lý năm 2018 – 2019.
Năm 2015, khi Nur Bekri được điều chuyển, Trung ương đặt Shohrat Zakir làm Chủ tịch khi ông 62 tuổi đang là Chủ nhiệm Ủy ban Thường vụ Đại hội Đại biểu Nhân dân Khu tự trị Duy Ngô Nhĩ Tân Cương, theo tình huống thông thường sẽ điều lên trung ương chuẩn bị nghỉ hưu. Shohrat Zakir là Ủy viên Trung ương khóa XIX, đương nhiệm Chủ tịch Tân Cương, 67 tuổi.
Năm 2018, Tân Cương là đơn vị hành chính đông thứ hai mươi tư về số dân, đứng thứ hai mươi sáu về kinh tế Trung Quốc với 24 triệu dân, tương đương với Cameroon và GDP danh nghĩa đạt 1.220 tỉ NDT (184,3 tỉ USD) tương ứng với Kazakhstan. Tân Cương có chỉ số GDP đầu người đứng thứ mười chín, đạt 49.275 NDT (tương ứng 7.475 USD).

## Danh sách Chủ tịch Chính phủ Nhân dân Khu tự trị Duy Ngô Nhĩ Tân Cương
Từ năm 1949 tính đến hiện tại, Chính phủ Nhân dân Khu tự trị Duy Ngô Nhĩ Tân Cương có 10 Chủ tịch Chính phủ Nhân dân.
| STT                                                                       | Họ tên                                                   | Quê quán                                                 | Sinh năm                                                 | Dân tộc                                                  | Nhiệm kỳ                                                 | Chức vụ về sau (gồm hiện) quan trọng | Chức vụ trước, tình trạng                                                                          |
| Chủ tịch Chính phủ Nhân dân tỉnh Tân Cương (1949 - 1955)                  | Chủ tịch Chính phủ Nhân dân tỉnh Tân Cương (1949 - 1955) | Chủ tịch Chính phủ Nhân dân tỉnh Tân Cương (1949 - 1955) | Chủ tịch Chính phủ Nhân dân tỉnh Tân Cương (1949 - 1955) | Chủ tịch Chính phủ Nhân dân tỉnh Tân Cương (1949 - 1955) | Chủ tịch Chính phủ Nhân dân tỉnh Tân Cương (1949 - 1955) | Chủ tịch Chính phủ Nhân dân tỉnh Tân Cương (1949 - 1955) | Chủ tịch Chính phủ Nhân dân tỉnh Tân Cương (1949 - 1955)                                           |
| ------------------------------------------------------------------------- | -------------------------------------------------------- | -------------------------------------------------------- | -------------------------------------------------------- | -------------------------------------------------------- | -------------------------------------------------------- | --- | -------------------------------------------------------------------------------------------------- |
| 1                                                                         | Burhan Shahidi                                           | Aksu, Tân Cương                                          | 1894 1989                                                | Người Duy Ngô Nhĩ                                        | 10/1949 - 01/1955                                        | Nguyên Phó Chủ tịch Ủy ban Toàn quốc Hội nghị Hiệp thương Chính trị Nhân dân Trung Quốc, Nguyên Phó Ủy viên trưởng Ủy ban Thường vụ Đại hội Đại biểu Nhân dân Toàn quốc. | Thủ trưởng hành chính đầu tiên của Tân Cương. Qua đời năm 1989 tại Bắc Kinh.                       |
| Chủ tịch Ủy ban Nhân dân Khu tự trị Duy Ngô Nhĩ Tân Cương (1955 - 1967)   |                                                          |                                                          |                                                          |                                                          |                                                          | | |
| 2                                                                         | Saifuddin Azizi                                          | Artux, Tân Cương                                         | 1915 2003                                                | Người Duy Ngô Nhĩ                                        | 10/1955 - 01/1967                                        | Trung tướng Giải phóng quân Nhân dân Trung Quốc. | Lãnh đạo cấp Phó Quốc gia. Qua đời năm 2003 tại Bắc Kinh.                                          |
| Chủ nhiệm Ủy ban Cách mạng Khu tự trị Duy Ngô Nhĩ Tân Cương (1968 - 1979) |                                                          |                                                          |                                                          |                                                          |                                                          | | |
| 3                                                                         | Long Thư Kim                                             | Trà Lăng Hồ Nam                                          | 1910 2003                                                | Người Hán                                                | 01/1968 - 07/1972                                        | Thiếu tướng Giải phóng quân Nhân dân Trung Quốc, Nguyên Bí thư Khu ủy Khu tự trị Duy Ngô Nhĩ Tân Cương. | Qua đời năm 2003.                                                                                  |
| 2                                                                         | Saifuddin Azizi                                          | Artux, Tân Cương                                         | 1915 2003                                                | Người Duy Ngô Nhĩ                                        | 01/1972 - 01/1978                                        | Trung tướng Giải phóng quân Nhân dân Trung Quốc, Nguyên Ủy viên Bộ Chính trị Đảng Cộng sản Trung Quốc khóa X, XI, Nguyên Bí thư Khu ủy Khu tự trị Duy Ngô Nhĩ Tân Cương, Nguyên Phó Ủy viên trưởng Ủy ban Thường vụ Đại hội Đại biểu Nhân dân Toàn quốc., Nguyên Ủy viên Ủy ban Chính phủ Nhân dân Trung ương Trung Quốc (nay là Quốc vụ viện), Nguyên Phó Chủ tịch Ủy ban Toàn quốc Hội nghị Hiệp thương Chính trị Nhân dân Trung Quốc. | Qua đời năm 2003 tại Bắc Kinh.                                                                     |
| 4                                                                         | Uông Phong                                               | Tây An Thiểm Tây                                         | 1910 1998                                                | Người Hán                                                | 01/1978 - 1979                                           | Nguyên Bí thư Khu ủy Khu tự trị Duy Ngô Nhĩ Tân Cương, Nguyên Bí thư Tỉnh ủy tỉnh Cam Túc, Nguyên Bí thư Khu ủy Khu tự trị dân tộc Hồi Ninh Hạ, Nguyên Phó Chủ tịch Ủy ban Toàn quốc Hội nghị Hiệp thương Chính trị Nhân dân Trung Quốc, Nguyên Ủy viên Ủy ban Cố vấn Trung ương Đảng Cộng sản Trung Quốc. | Qua đời năm 1998.                                                                                  |
| Chủ tịch Chính phủ Nhân dân Khu tự trị Duy Ngô Nhĩ Tân Cương (1979 - nay) |                                                          |                                                          |                                                          |                                                          |                                                          | | |
| 5                                                                         | Ismail Amat                                              | Hòa Điền, Tân Cương                                      | 1935 2018                                                | Người Duy Ngô Nhĩ                                        | 1979 - 1985                                              | Nguyên Phó Ủy viên trưởng Ủy ban Thường vụ Đại hội Đại biểu Nhân dân Toàn quốc, Nguyên Ủy viên Quốc vụ, Nguyên Phó Chủ tịch Ủy ban Toàn quốc Hội nghị Hiệp thương Chính trị Nhân dân Trung Quốc, Nguyên Chủ nhiệm Ủy ban Các vấn đề Dân tộc Nhà nước Trung Quốc. | Chức vụ cấp Phó Quốc gia. Qua đời năm 2018 tại Bắc Kinh.                                           |
| 6                                                                         | Tömür Dawamat                                            | Toksun Tân Cương                                         | 1927 2018                                                | Người Duy Ngô Nhĩ                                        | 1985 - 1993                                              | Nguyên Phó Ủy viên trưởng Ủy ban Thường vụ Đại hội Đại biểu Nhân dân Toàn quốc. | Qua đời năm 2018.                                                                                  |
| 7                                                                         | Ablet Abdureshit                                         | Y Ninh Tân Cương                                         | 1942                                                     | Người Duy Ngô Nhĩ                                        | 1993 - 01/2003                                           | Nguyên Phó Chủ tịch Ủy ban Toàn quốc Hội nghị Hiệp thương Chính trị Nhân dân Trung Quốc, Nguyên Chủ nhiệm Ủy ban Thường vụ Đại hội Đại biểu Nhân dân Khu tự trị Duy Ngô Nhĩ Tân Cương. | Trước đó là Phó Chủ tịch Chính phủ Nhân dân Khu tự trị Duy Ngô Nhĩ Tân Cương.                      |
| 8                                                                         | Ismail Tiliwaldi                                         | Sơ Phụ Tân Cương                                         | 1944                                                     | Người Duy Ngô Nhĩ                                        | 01/2003 - 12/2007                                        | Nguyên Phó Ủy viên trưởng Ủy ban Thường vụ Đại hội Đại biểu Nhân dân Toàn quốc. | Trước đó là Phó Bí thư Khu ủy Khu tự trị Duy Ngô Nhĩ Tân Cương.                                    |
| 9                                                                         | Nur Bekri                                                | Bác Lạc Tân Cương                                        | 1961                                                     | Người Duy Ngô Nhĩ                                        | 01/2008 - 12/2014                                        | Nguyên Cục trưởng Cục Năng lượng Quốc gia Trung Quốc. | Trước đó là Phó Bí thư Khu ủy Khu tự trị Duy Ngô Nhĩ Tân Cương.                                    |
| 10                                                                        | Shohrat Zakir                                            | Y Ninh Tân Cương                                         | 1953                                                     | Người Duy Ngô Nhĩ                                        | 12/2014 -                                                | Ủy viên Ủy ban Trung ương Đảng Cộng sản Trung Quốc khóa XIX, Phó Bí thư Khu ủy Khu tự trị Duy Ngô Nhĩ Tân Cương, Chủ tịch Chính phủ Nhân dân Khu tự trị Duy Ngô Nhĩ Tân Cương. | Trước đó là Chủ nhiệm Ủy ban Thường vụ Đại hội Đại biểu Nhân dân Khu tự trị Duy Ngô Nhĩ Tân Cương. |

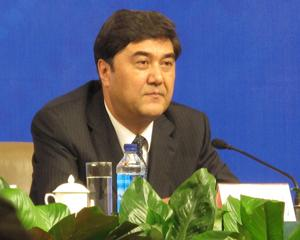
Nur Bekri (1961), Chủ tịch Chính phủ Nhân dân Khu tự trị Duy Ngô Nhĩ Tân Cương 2008 - 2014.
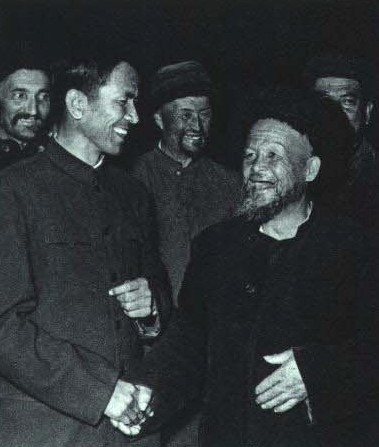
Bên trái ảnh là Tömür Dawamat (1927 - 2018), Chủ tịch Chính phủ Nhân dân Khu tự trị Duy Ngô Nhĩ Tân Cương (1985 - 1993).
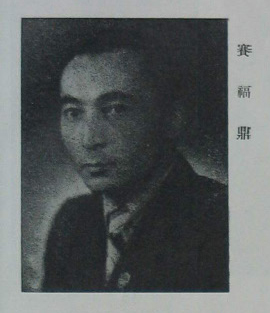
Saifuddin Azizi (1915 - 2003), nguyên Ủy viên Bộ Chính trị Đảng Cộng sản Trung Quốc khóa X, XI, Bí thư Khu ủy Khu tự trị Duy Ngô Nhĩ Tân Cương, Thủ trưởng hành chính Tân Cương 1955 - 1967, 1972 - 1978.
Burhan Shahidi (1894 - 1989), nguyên Phó Chủ tịch Chính Hiệp, Phó Ủy viên trưởng Nhân Đại, Chủ tịch Chính phủ Nhân dân tỉnh Tân Cương (1949 - 1955).

## Tên gọi khác của chức vụ Chủ tịch Chính phủ Nhân dân Khu tự trị

Tân Cương

#### Chủ tịch Chính phủ Nhân dân tỉnh Tân Cương (1949 - 1955)
- Burhan Shahidi (1894 - 1989) là Chủ tịch Chính phủ Nhân dân tỉnh Tân Cương suốt giai đoạn này.

#### Chủ tịch Chính phủ Nhân dân Khu tự trị Duy Ngô Nhĩ Tân Cương (1958 - 1958)
- Saifuddin Azizi (1915 - 2003) là Chủ tịch Ủy ban Nhân dân Khu tự trị Duy Ngô Nhĩ Tân Cương suốt giai đoạn này.

#### Chủ nhiệm Ủy ban Cách mạng Khu tự trị Duy Ngô Nhĩ Tân Cương (1968 - 1979)
- Long Thư Kim, nguyên Chủ nhiệm Ủy ban Cách mạng Khu tự trị Duy Ngô Nhĩ Tân Cương (1968 - 1972).
- Saifuddin Azizi, nguyên Chủ nhiệm Ủy ban Cách mạng Khu tự trị Duy Ngô Nhĩ Tân Cương (1972 - 1978).
- Uông Phong, nguyên Chủ nhiệm Ủy ban Cách mạng Khu tự trị Duy Ngô Nhĩ Tân Cương (1978 - 1979).

## Các lãnh đạo cao cấp Trung Quốc từng là Thủ trưởng hành chính Tân Cương

Bản đồ Tân Cương

Trong quãng thời gian từ năm 1949 đến nay, Chính phủ Nhân dân Khu tự trị Duy Ngô Nhĩ Tân Cương với Saifuddin Azizi là thủ trưởng hành chính cao cấp nhất từng có, lãnh đạo hành chính và tối cao Tân Cương giai đoạn 1955 - 1967 và 1972 - 1978.
- Saifuddin Azizi (1915 - 2003), Trung tướng Giải phóng quân Nhân dân Trung Quốc, nguyên Ủy viên Bộ Chính trị Đảng Cộng sản Trung Quốc khóa X, XI, nguyên Bí thư Khu ủy Khu tự trị Duy Ngô Nhĩ Tân Cương, nguyên Phó Ủy viên trưởng Ủy ban Thường vụ Đại hội Đại biểu Nhân dân Toàn quốc, nguyên Ủy viên Ủy ban Chính phủ Nhân dân Trung ương Trung Quốc (nay là Quốc vụ viện), nguyên Phó Chủ tịch Ủy ban Toàn quốc Hội nghị Hiệp thương Chính trị Nhân dân Trung Quốc. Lãnh đạo cấp Phó Quốc gia.

Ngoài ra còn có Ismail Amat:
- Ismail Amat (1935 - 2018), nguyên Phó Ủy viên trưởng Ủy ban Thường vụ Đại hội Đại biểu Nhân dân Toàn quốc, nguyên Ủy viên Quốc vụ, nguyên Phó Chủ tịch Ủy ban Toàn quốc Hội nghị Hiệp thương Chính trị Nhân dân Trung Quốc, nguyên Chủ nhiệm Ủy ban Các vấn đề Dân tộc Nhà nước Trung Quốc, chức vụ cấp Phó Quốc gia.